# Tiberiacum
Tiberiacum war der Name einer römischen Siedlung auf dem Gebiet der heutigen Kreisstadt Bergheim, das sich an der Straße Köln-Jülich zwischen den heutigen Orten Thorr und Grouven befand, und zwar auf der Höhe des 17. Meilensteines. 
Die Lage dieses Kastells ist durch seine Erwähnung im Itinerarium Antonini eindeutig zu bestimmen. Der keltorömische Name Tiberiacum hat sich im heutigen Ortsnamen Zieverich erhalten.
Mit der Siedlung können nur sehr spärliche archäologische Funde in Verbindung gebracht werden. Reste der baulichen Anlagen sind nicht erhalten.